# Fritz Baumgarten (Fußballspieler)
Fritz Wolffgang Werner Baumgarten (* 21. Dezember 1886 in Steglitz, heute zu Berlin; † 17. Mai 1961) war ein deutscher Fußballspieler.

## Karriere

### Vereine
Baumgarten spielte bereits 17-jährig als Torwart für den Berliner Tennis-Club Borussia. Zur Saison 1906/07 wechselte er zum Stadtrivalen BFC Germania 1888, mit dem er 1908 im Halbfinale des Berliner Pokal-Wettbewerbs am Berliner Meister und späteren Deutschen Meister BTuFC Viktoria 89 scheiterte und am Saisonende 1908/09 in die zweite Liga abstieg. Zur Saison 1911/12 stieg er in die erste Liga auf, jedoch konnte die Spielklasse nicht gehalten werden, sodass er bis 1914 in der zweiten Liga für die Berliner spielte. Von 1914 bis 1915 war er unmittelbar nach seinem Studium für den SC Schlesien Breslau aktiv; die letzten drei Spielzeiten absolvierte er für den Berliner SV 1892, die letzte als Aufsteiger in der höchsten Berliner Spielklasse im Verband Brandenburgischer Ballspielvereine.

### Nationalmannschaft
Im ersten Länderspiel der Nationalmannschaft am 5. April 1908 in Basel gegen die Schweizer Nationalmannschaft hütete er das Tor. Für die mit 3:5 verlorene Begegnung musste er als angehender Abiturient für die Reise in die Schweiz die Schule schwänzen. Die ersten Nationalspieler erhielten neben der Bahnfahrkarte zwanzig Mark Spesen, das sollte ausreichen, um für drei Tage Unterkunft und Verpflegung zu bezahlen.

## Sonstiges
Baumgarten absolvierte nach dem Abitur, mit dem er das Gymnasium zum Grauen Kloster in Berlin verließ, ein Medizinstudium an der Universität Königsberg. Er wurde dort 1918 mit seiner Dissertation Über hysterische Gangstörungen bei Kriegsteilnehmern zum Dr. med. promoviert. Am 11. Juni 1937 beantragte er die Aufnahme in die NSDAP und wurde rückwirkend zum 1. Mai desselben Jahres aufgenommen (Mitgliedsnummer 5.957.525).